# Wemeldinge
Wemeldinge est un village de la commune néerlandaise de Kapelle, province de Zélande. Il est bordé par l'Escaut oriental et le canal de Zuid-Beveland.

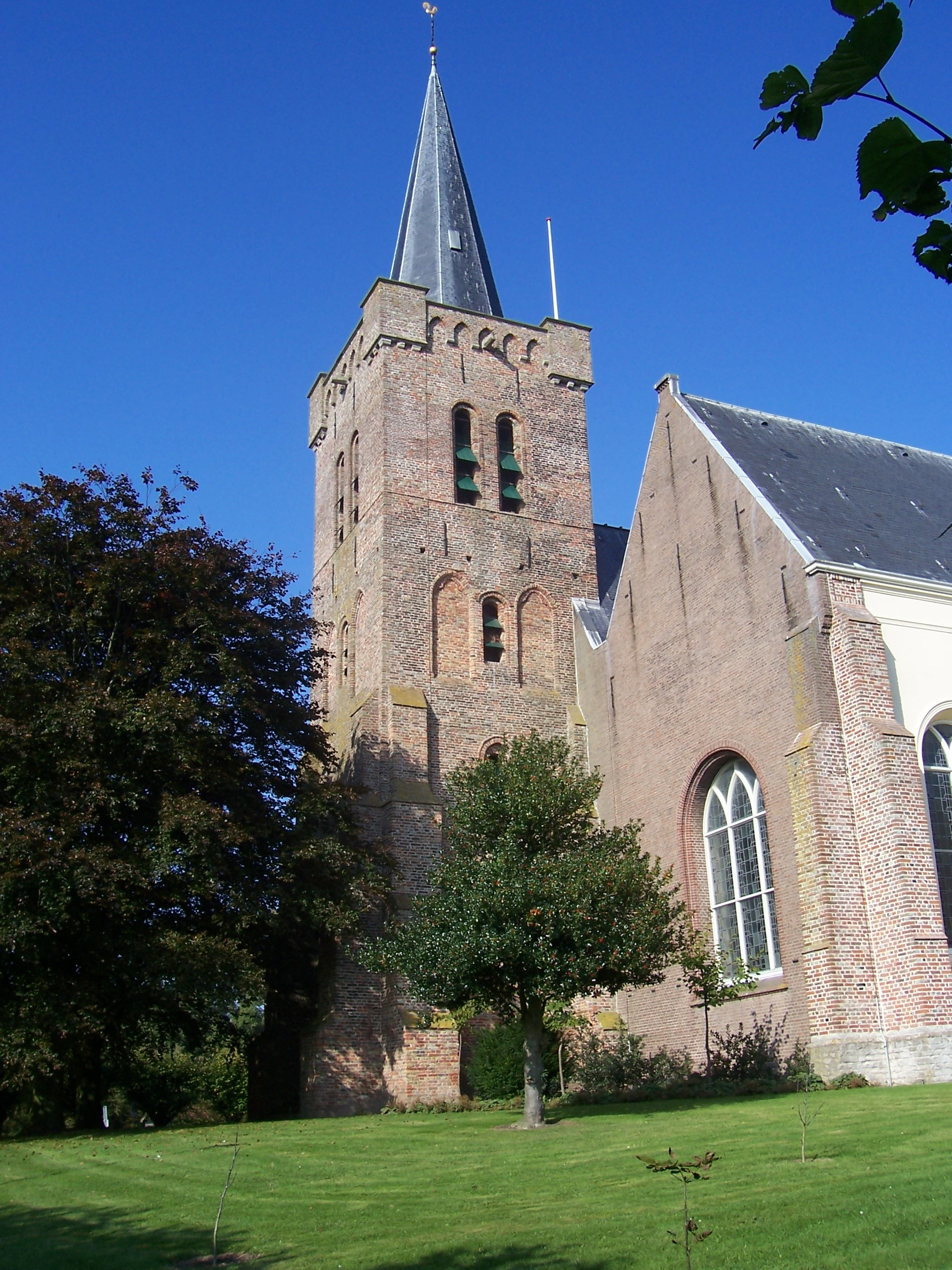
Wemeldinge, l'église sur le Vlietberg

Dans les temps anciens, le village vivait surtout de la pêche et de l'ostréiculture (De Oesterbaai, « La Baie aux Huîtres »). Entre-temps, les touristes ont découvert la bourgade. Wemeldinge possède un port de plaisance, d'innombrables maisons de vacances et deux campings.
Jusqu'en 1992, les bateaux devaient utiliser les trois écluses près de Wemeldinge permettant le passage vers l'Escaut oriental via le canal de Zuid-Beveland. Il s'agit respectivement de la petite écluse, de l'écluse médiane et de la grande écluse. Depuis 1973, la petite écluse n'est plus en fonction. Cette écluse est utilisée de nos jours par la navigation de plaisance pour rejoindre l'Escaut oriental depuis les ports de plaisance.
Depuis 1992, il est toutefois possible de traverser le canal directement. Ceci a été rendu possible du fait de l'inauguration d'une nouvelle dérivation du canal. Quant aux digues le long du canal, elles ont été élevées jusqu'à la hauteur du Delta.
Le village possède une église datant des XIVe et XVe siècles, qui est construit sur un Vlietberg, motte castrale caractéristique pour la province de Zélande.

## Personnalités natives de Wemeldinge
- Jan Elburg (1919 - 1992), poète ;
- John Karelse, footballeur né le 17 mai 1970.

## Images

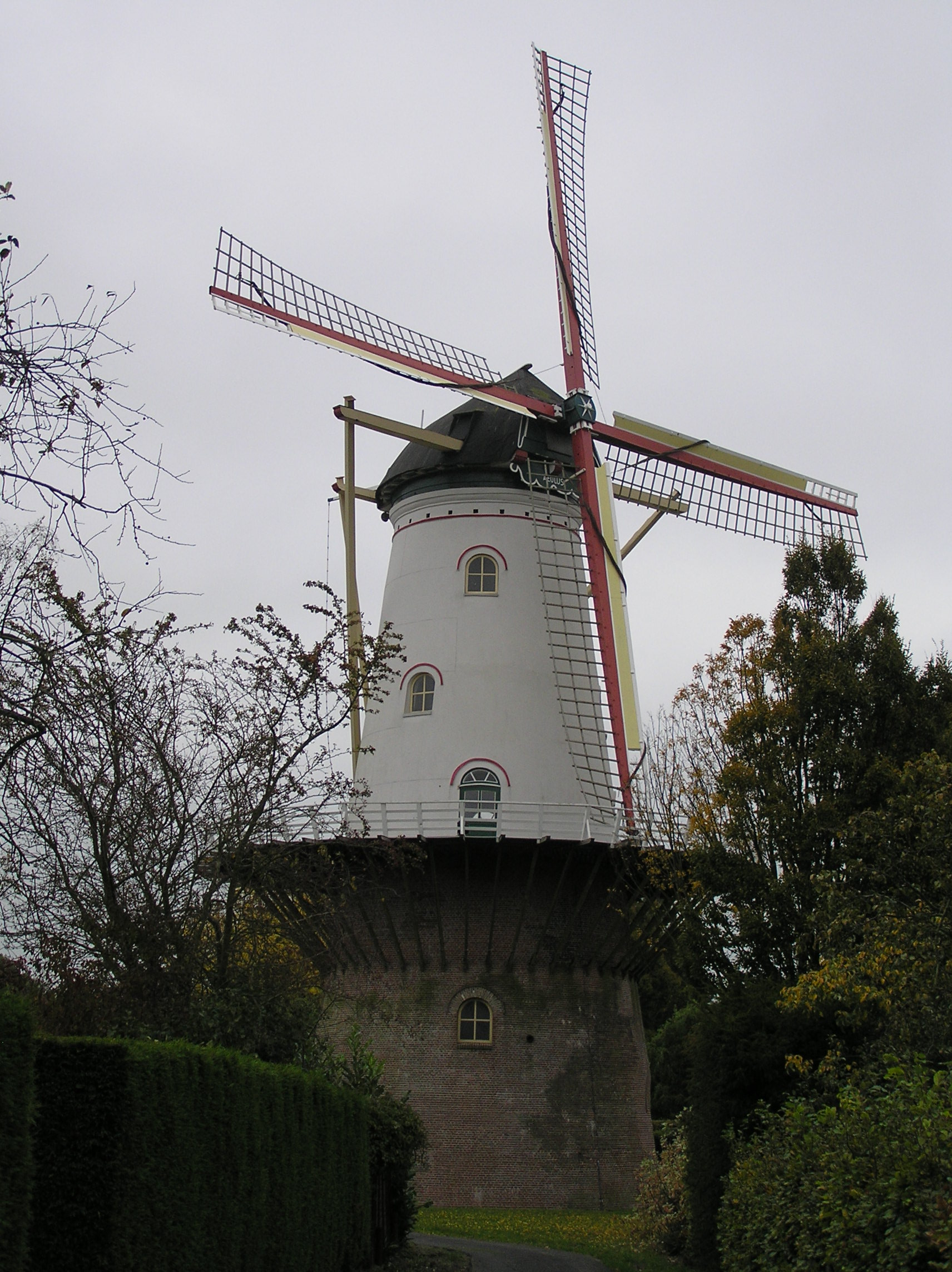
Moulin Aeolus
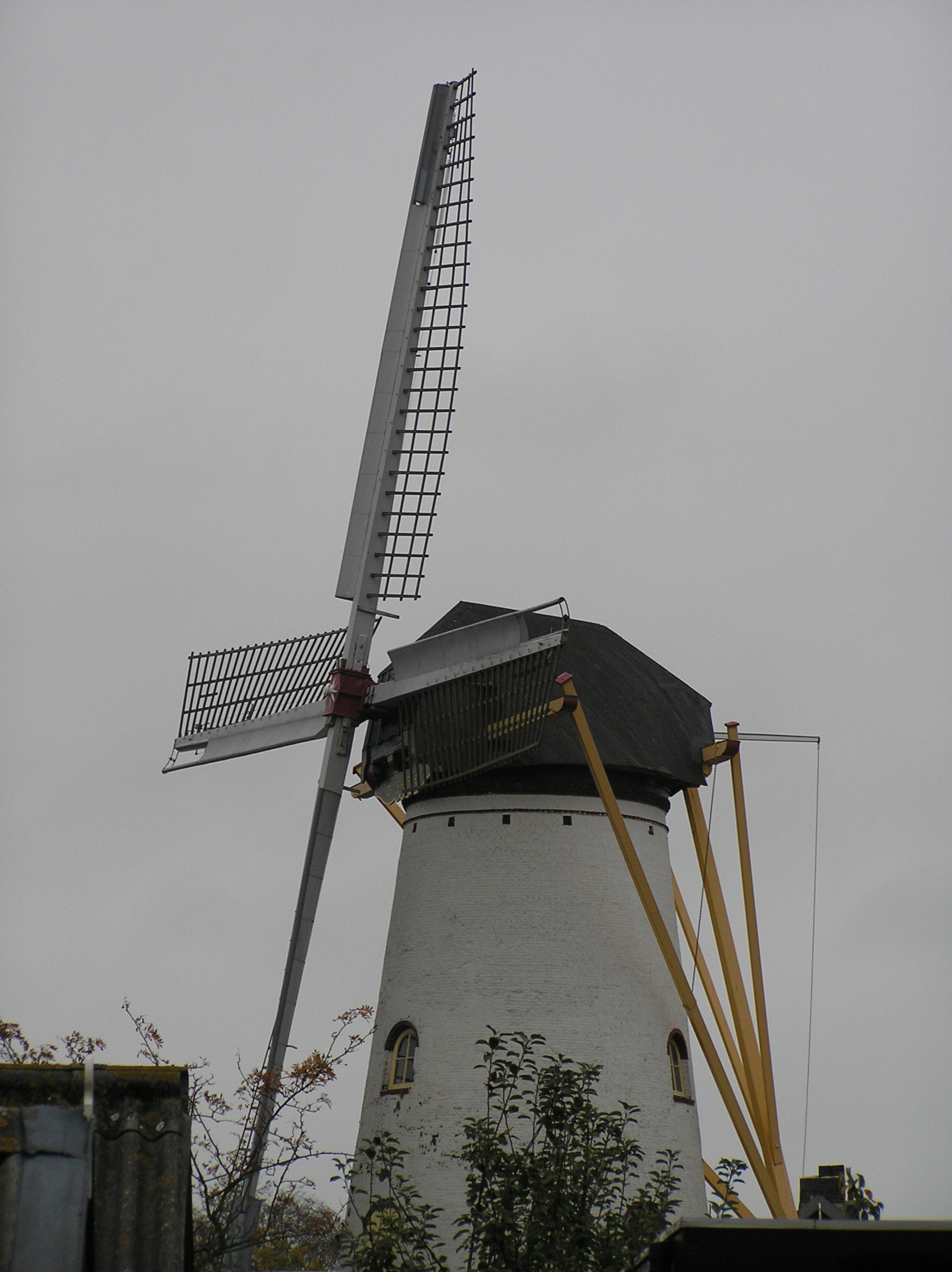
Moulin De Hoop